# استعارات البيسبول لممارسة الجنس
استعارات البيسبول لممارسة الجنس تستخدم عادة بين المراهقين الأمريكيين كعبارات ملطفة للدرجات الحميمية الجسدية التي تحصل خلال اللقاءات الجنسية أو العلاقات. في الاستعارات توصف الأفعال الجنسية كما لو كانت أفعال في لعبة البيسبول.

## التفاصيل والشعبية

أول قاعدة في ملعب البيسبول وتليها الثانية

توجد أربع قواعد في أرضية ملعب البيسبول ويجب على لاعبي الفريق أن يركضوا بين تلك القواعد لتسجيل نقطة ومن هنا جائت الاستعارات التي تستخدم القواعد كتصنيف لمستويات الحميمة الجسدية (بشكل عام من وجهة نظر الجنس الآخر). التعاريف تختلف، ولكن فيما يلي الأستعارات المستخدمة غالباً:
- القاعدة الأولى – تقبيل بالفم بين الشخصين، خصوصاً القبلة الفرنسية؛
- القاعدة الثانية – لمس بين الشخصين/تقبيل الأثداء. في بعض السياقات، قد يرمز إلى لمس أي مناطق مثير للشهوة الجنسية من خلال الملابس (أي من دون لمس الجلد)، أو التحفيز اليدوي للأعضاء التناسلية؛
- القاعدة الثالثة – لمس تحت الخصر (دون جماع). في بعض السياقات، قد يرمز إلى التحفيز الفموي للأعضاء التناسلية؛
- هوم ران – (Home Run أو Home Base) - جماع كامل؛